# Église Notre-Dame-de-la-Pitié de Boussagues
L'église Notre-Dame-de-la-Pitié de Boussagues est une église, inscrite aux monuments historiques en 1988, située au hameau de Boussagues sur la commune de La Tour-sur-Orb dans le département français de l'Hérault et la région Occitanie.

## Histoire
Demeurent de l'église primitive du XIIe siècle le choeur et l'abside. Dans la seconde moitié du XIVe siècle, le nef s'effondra. Elle fut reconstruite aussitôt avec un angle de 10° avec celui du chœur et doublée de longueur. Fut alors aussi construit le clocher porche au nord ainsi que l'abside qui fut surélevée créant une chambre d'observation pour la défense du village. En 1520, sous la direction d'un archiprêtre G. Merle, la nef fut élargie vers l'ouest d'environ 2 mètres pour une raison inconnue. 
L'église est inscrite au titre des monuments historiques en 1988.

## Architecture
La façade occidentale possède une entrée principale aménagée au XIXe siècle dans l'espace d'un portail plus ancien et plus large, dont on distingue quelques moulures ainsi que le négatif de l'intrados.
Le mur Ouest de la nef possède une porte couverte d'un porche dite "Porte des Morts" donnant accès au cimetière primitif du village. Elle est condamnée.
La nef est éclairée par deux séries d'ouvertures disposées en quinconce situé dans le mur gouttereau Sud.
Le chœur est couvert d'une voûte en berceau brisé, et d'un cul de four au niveau de l'abside. Il est séparé de la nef par un arc diaphragme, lequel pourrait avoir supporté un clocher mur comme en témoignent les restes de ressauts visible sous le toit du chevet.
On trouvait, selon un témoin inconnu, au niveau du cœur un accès menant à une salle basse, passage qui fut comblé volontairement.
La salle inférieure du clocher est couverte d'une voûte en arc de cloître, avant les étages supérieurs d'abris campanaires.